# 박경철 (카누 선수)
박경철(朴景澈, 1969년 1월 23일~)는 대한민국의 카누 선수로, 1988년 하계 올림픽에 참가했다.